# Elecciones al Parlamento Europeo de 2019 (Suecia)
Las elecciones al Parlamento Europeo de 2019 en Suecia se celebraron el 26 de mayo de 2019 con el propósito de elegir a los veintiún miembros del Parlamento Europeo que representarían al país. En vista de la salida del Reino Unido de la Unión Europea, a Suecia se le había otorgado un escaño adicional en comparación a 2014, el cual no fue asumido hasta que se concretó el proceso. 
Los veinte eurodiputados suecos son elegidos por sufragio universal directo por ciudadanos suecos y ciudadanos de la UE que residen en Suecia que tienen más de 18 años. El voto se lleva a cabo en una circunscripción única, proporcional, de acuerdo con el método de segunda vuelta instantánea. Los escaños se asignan a listas que superan el 4 % de los votos emitidos según una versión modificada del método Sainte-Laguë.

## Resultados
| Lista | Lista                               | Grupo      | Votos   | %     | Escaños |
| ----- | ----------------------------------- | ---------- | ------- | ----- | ------- |
|       | Partido Socialdemócrata Sueco (SAP) | S&D        | 974 589 | 23,48 | 5       |
|       | Partido Moderado (M)                | PPE        | 698 770 | 16,83 | 4       |
|       | Demócratas de Suecia (SD)           | EFDD       | 636 877 | 15,34 | 3       |
|       | Partido Verde (Gröna)               | Verdes/ALE | 478 258 | 11,52 | 2       |
|       | Partido del Centro (C)              | ALDE       | 447 641 | 10,78 | 2       |
|       | Demócratas Cristianos (K)           | PPE        | 357 856 | 8,62  | 2       |
|       | Partido de la Izquierda (V)         | GUE/NGL    | 282 300 | 6,80  | 1       |
|       | Partido Popular Liberal (FL)        | ALDE       | 171 419 | 4,13  | 1       |
|       | Iniciativa Feminista (F!)           | -          | 32 143  | 0,77  | -       |
|       | Partido Pirata (PP)                 | -          | 26 526  | 0,64  | -       |
|       | Otros partidos                      | -          | 45 091  | 1,09  | -       |
| Total | Total                               | Total      |         |       | 20      |